# (6909) Levison
(6909) Levison est un astéroïde de la ceinture principale aréocroiseur.

## Description
(6909) Levison est un astéroïde aréocroiseur. Il présente une orbite caractérisée par un demi-grand axe de 2,72 UA, une excentricité de 0,47 et une inclinaison de 38,0° par rapport à l'écliptique.

## Compléments